# Прапор Пеї-де-ла-Луар
Прапор Пеї-де-ла-Луар — прапор регіону на заході Франції.